# Lord Est
Lord Est è un duo rap proveniente da Tampere, in Finlandia composto dai fratelli Tuomo Hiironmäki, che compone i testi e canta, e Uncle Tan, che compone la musica e suona la tastiera.

## Formazione
- Lord Est - voce
- Uncle Tan - tastiere

## Discografia
- 2002 - Aatelinen
- 2005 - Päivät töissä
- 2008 - Tulin teitä muistuttaan
- 2009 - Se on päätetty
- 2011 - Sonmoro senjoro